# Mała Waga Miejska w Krakowie

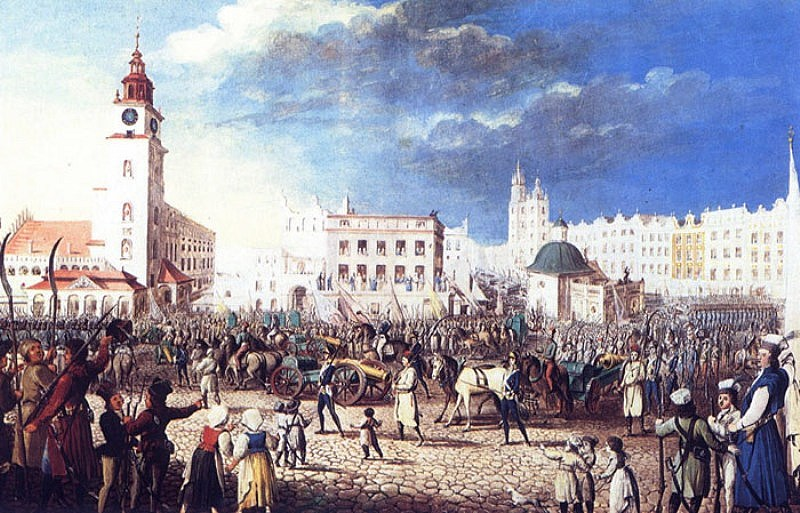
Od lewej: Ratusz, Sukiennice, Wielka Waga, a za nią Mała Waga, Kościół Mariacki i Kościół św. Wojciecha (na obrazie Michała Stachowicza)

Mała Waga (tzw. Waga Woskowa) – jeden z dwóch budynków wagi miejskiej na Rynku Głównym w Krakowie zlokalizowany po wschodniej stronie Kramów Bogatych w stronę Kościoła Mariackiego pomiędzy ówczesną Wielką Wagą a dzisiejszym Pomnikiem Adama Mickiewicza vis a vis Kamienicy Szarej i Montelupich. Budynek krakowskiej Wagi Woskowej miał charakter użyteczności publicznej, mieściła się w nim oficjalna waga miejska do ważenia towarów o wadze do jednego cetnara (64,8 kg): wosku i przypraw korzennych, a także mydła, ałunu, żywicy. Na piętrze mieścił się cech kuśnierzy (Dom Kuśnierski). Wyburzona została w 1801 roku.

## Historia
Pierwsze wzmianki o wadze datowane są na lata 90. XIV wieku. Budynek o kształcie prostokąta o wymiarach 26,5 × 11,7 m, miał dłuższe boki piętra nadwieszone na kamiennych kroksztynach. W okresie renesansu został przebudowany prawdopodobnie przez Gasparo Arcaniego de Mesco. Zwieńczono go wtedy renesansową attyką z herbami króla i postaciami Samsona, Dariusza, Scypiona i Kserksesa I. Pierwsze informacje o istnieniu w Krakowie Wagi Małej pochodzą z roku 1358, ale trudno ustalić, czy była ona usytuowana na miejscu późniejszej lokalizacji. Pensa minor występuje w źródłach także w roku 1364, 1390, 1397, 1416 i 1490. Umieszczenie Domu Kuśnierskiego w pomieszczeniach Wagi Małej nastąpiło prawdopodobnie na początku XV wieku. Pierwsze wzmianki o nim znajdują się w notatce z 1416 roku, ale nie potwierdza ona jednoznacznie wspólnej lokalizacji. Natomiast zapiska z 1490 roku stwierdza wyraźnie, że obie te instytucje mieściły się w jednym budynku. W roku 1523 prowadzono prace przy przebudowie lub rozbudowie. Również w roku 1594 prowadzono prawdopodobnie roboty remontowe. Z roku 1625 pochodzi potwierdzenie istnienia „domu cechu kusznierskiego nad Małą Wagą”. Obiekt funkcjonował przez cały wiek XVII i XVIII, ale zaczął popadać w ruinę . W latach 1748–1749 przeprowadzono remont, wspierając budynek masywną szkarpą i ozdabiając inskrypcjami autorstwa Andrzeja Canglera. Wagę Woskową wyburzono w 1801 roku.